# Deux Farfelus au régiment
Deux Farfelus au régiment (titre original : No Time for Sergeants) est un film américain réalisé par Mervyn LeRoy, sorti en 1958.

## Fiche technique
- Titre : Deux Farfelus au régiment
- Titre original : No Time for Sergeants
- Réalisation : Mervyn LeRoy
- Scénario : Ira Levin et John Lee Mahin d'après le livre de Mac Hyman
- Production : Mervyn LeRoy et Alex Segal
- Société de production : Warner Bros. Pictures
- Musique : Ray Heindorf
- Photographie : Harold Rosson
- Montage : William H. Ziegler
- Pays d'origine : États-Unis
- Format : Noir et blanc - 1,85:1 - Mono
- Genre : Comédie militaire
- Durée : 119 minutes
- Date de sortie : 1958

## Distribution
- Andy Griffith : Soldat Will Stockdale
- Myron McCormick : Sergent Orville C. King
- Nick Adams : Soldat Benjamin B. 'Ben' Whitledge
- Murray Hamilton : Irving S. Blanchard
- Howard Smith : Major-général Eugene Bush
- Will Hutchins : Lieutenant George Bridges
- Sydney Smith : Major-général Vernon Pollard
- Don Knotts : Caporal John C. Brown
- Dub Taylor : McKinney
- Raymond Bailey : Le colonel de la base
- Jean Willes : Capitaine des WAF
- Bartlett Robinson : Un capitaine

Acteurs non crédités :
- Benny Baker : Capitaine Jim Able
- Sarah Padden : La mère du sergent King